# فردریک بوسکه
فرِدِریک بوسکِه (به فرانسوی: Frédérick Bousquet) (زادهٔ ۸ آوریل ۱۹۸۱) شناگر اهل فرانسه است.